# ĸ
Das ĸ [qa] (ausgeschrieben Kra) ist ein Buchstabe des lateinischen Schriftsystems. Der Buchstabe sieht etwa so aus wie ein K-Kapitälchen (großes K in der Höhe von Kleinbuchstaben ohne Ober- und Unterlänge), das griechische kleine Kappa (κ) oder das kyrillische kleine к.

## Geschichte
Der Buchstabe wurde vom in Grönland tätigen deutschen Missionar Samuel Kleinschmidt für die grönländische Sprache geschaffen. Zuvor war von den dänisch-norwegischen und deutschen Missionaren kein orthografischer Unterschied zwischen dem velaren /k/ und dem ihnen fremden uvularen /q/ gemacht worden. Samuel Kleinschmidt benutzte ab 1844 das griechische kleine Kappa für den uvularen Laut in seinem Tagebuch. Mit seiner 1851 herausgegebenen Grammatik standardisierte er die grönländischen Rechtschreibung, womit der von ihm geschaffene Buchstabe fortan Teil des grönländischen Alphabets wurde. Der mit ihm befreundete in Kanada tätige Missionar Theodor Bourquin übernahm den Buchstaben in seiner 1891 veröffentlichten Grammatik für das nah verwandte Inuttitut, einen Dialekt des Inuktitut. Samuel Kleinschmidt platzierte das ĸ im Alphabet vor dem k. Der Buchstabe existiert nur als Minuskel. In der Kleinschmidtschen Rechtschreibung wurden nur Eigennamen mit einer Majuskel geschrieben, Satzanfänge hingegen mit einer Minuskel. In den wenigen Fällen, wo man das ĸ als Majuskel benötigte, lediglich Ortsnamen, wurde bis in die 1920er Jahre für beide Laute <K> geschrieben, anschließend wurde für das große ĸ ein normales K mit anschließendem Apostroph geschrieben, z. B. K'ôrnoĸ. 1973 wurde der Buchstabe im Zuge der grönländischen Rechtschreibreform durch <q> ersetzt, wobei sich die Reform erst gegen Ende der 1980er Jahre durchsetzte. Der Buchstabe wird heute noch auf Inuttitut verwendet.

## Darstellung auf dem Computer
In Unicode ist es als U+0138 latin small letter kra (dezimal: 312) enthalten, in ISO 6937 hat es die Position 0xF0. Ein Vorschlag zur Aufnahme eines entsprechenden Großbuchstabens in Unicode wurde 1998 gestellt, aber nicht angenommen.

Kra, K als Kapitälchen (soweit vorhanden) und kyrillisches к in den Schriftarten Arial, Times New Roman, Doulos SIL, Cambria, Linux Libertine, Andron Mega Corpus, Adobe Minion Pro, Courier New und Consolas, in der zweiten Zeile kursiv in den gleichen Schriftarten